# Andreas Hofmann (calciatore)
Andreas Hofmann (Schwäbisch Gmünd, 13 aprile 1986) è un ex calciatore tedesco, di ruolo centrocampista.
Mediano, può giocare come interno di centrocampo.